# Robert Clark (Zoologe)

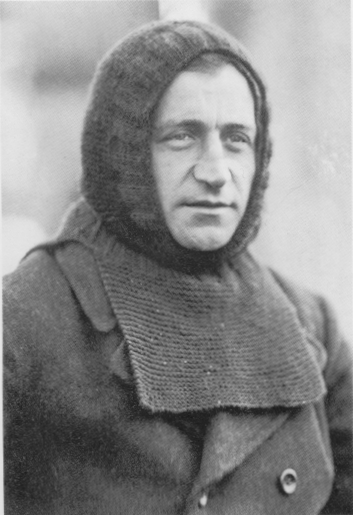
Robert Clark bei der Endurance-Expedition (ca. 1914)

Robert Selbie Clark (* 11. September 1882 in Aberdeen; † 29. September 1950 bei Aberdeen) war ein britischer Zoologe, der an der Endurance-Expedition (1914–1917) des britischen Polarforschers Ernest Shackleton in die Antarktis teilnahm.

## Leben
Clark kam als eines der neun Kinder von William Clark (1837–unbekannt) und dessen Frau Ann (geborene Mitchell, 1841–unbekannt) zur Welt. Nach seiner Schulzeit studierte er von 1901 bis 1905 Kunst sowie von 1908 bis 1911 Zoologie, beides an der University of Aberdeen, und graduierte in beiden Fächern. Zwischenzeitlich war er als Lehrer in Blairgowrie und Aberdeen tätig. Nach Abschluss seines Zoologiestudiums arbeitete er am Scottish Oceanographic Laboratory in Edinburgh und war in dieser Zeit mit der Auswertung der zoologischen Sammlungen der Scottish National Antarctic Expedition (1902–1904) unter William Speirs Bruce beschäftigt. 1913 wurde er Mitglied der Marine Biological Association of the United Kingdom. Clark galt als exzellenter Sportler; er spielte gern Golf, fand Gefallen am Angelsport und wurde 1912 in die Auswahl der schottischen Cricket-Nationalmannschaft berufen.
Durch Vermittlung von William Speirs Bruce wurde Clark als Biologe bei Shackletons zweiter eigener Antarktisexpedition ausgewählt mit dem Ziel, erstmals den antarktischen Kontinent von Küste zu Küste über den geographischen Südpol hinweg zu durchqueren. Clark nahm Shackletons Angebot zur Teilnahme an dieser Forschungsfahrt buchstäblich in letzter Minute an. Er verdiente sich die Anerkennung anderer Teilnehmer dadurch, dass er neben seinen eigentlichen Aufgaben freiwillig auch jede noch so unwillkommene Arbeit auf sich nahm. Clark führte in der Frühphase der Expedition weitreichende wissenschaftliche Studien durch. Diese beinhalteten Untersuchungen zu Pinguinen und die Entnahme zoologischer Proben im Weddell-Meer aus unterschiedlichen Tiefen. Seine Sammlung ging mit dem Untergang der Endurance im November 1915 verloren. Ungeachtet dessen setzte er seine Forschungsarbeiten in der Zeit auf Elephant Island fort. Für seine Verdienste um die Expedition wurde Clark mit der silbernen Ausführung der Polar Medal geehrt.
Nach seiner Rückkehr von der Endurance-Expedition heiratete Clark 1916 seine Frau Christine (geborene Ferguson, 1884–unbekannt). Im Ersten Weltkrieg diente er im Rang eines Leutnants auf Minenabwehrfahrzeugen. Ab 1919 untersuchte er in Plymouth die Larvenstadien bei Knochenfischen und Rochen. 1923 kehrte er nach Schottland zurück, spielte im Folgejahr zwei Mal für die schottische Cricket-Nationalmannschaft und erzielte dabei 19 Runs. 1925 wurde ihm der wissenschaftliche Doktorgrad (D.Sc.) verliehen und er nahm die Stellung als Leiter einer Station der schottischen Fischereibehörde in Aberdeen an. 1934 wurde er Leiter des wissenschaftlichen Zweigs dieser Behörde. Während des Zweiten Weltkriegs gehörte Clark unterschiedlichen, auch internationalen, beratenden Gremien zur Vermeidung von Überfischung an. 1948 begab er sich in den Ruhestand und starb zwei Jahre später im Alter von 68 Jahren. Nach ihm ist die Rochenart Dactylobatus clarkii benannt.